# 洛伊德·瓊斯
洛伊德·鍾斯（英語：Lloyd Jones；1995年10月7日—）是一位英格蘭足球運動員。在場上的位置是後衛。現效力於英超球隊利物浦。他也代表英格蘭各級國青隊參賽。